# Алмаз (конструкторское бюро)
Центральное морское конструкторское бюро «Алма́з» (ЦМКБ «Алмаз») — советское и российское конструкторское бюро, проектная организация, специализирующаяся на проектировании морских, прибрежных, речных кораблей и катеров для военно-морского флота, пограничной и таможенной служб, а также на проектировании десантных кораблей на воздушной подушке, противоминных кораблей, спусковых, транспортных и специализированных доков, паромов, судов для освоения шельфовых месторождений. Одна из ведущих организаций в данной области.
Генеральный директор и Генеральный конструктор А. В. Шляхтенко
Наиболее значительная современная разработка ЦМКБ — проект сторожевого корабля 20380. На головном корабле серии корвете «Стерегущий» 27 февраля 2008 поднят военно-морской флаг России. Местонахождение: 196128 Россия, Санкт-Петербург, ул. Варшавская, 50.
Из-за вторжения России на Украину компания находится под санкциями всех стран Евросоюза, США, Канады, Украины и Японии.

## История
ЦМКБ «Алмаз» ведёт свою историю с 22 октября 1949 года, когда приказом министра судостроительной промышленности СССР Горегляда А. А. при Ленинградском судостроительном заводе было создано Специализированное конструкторское бюро-5 по проектированию торпедных катеров дальнего действия.
В 1956 году СКБ-5 было реорганизовано в Центральное конструкторское бюро-5.
В 1963 году бюро переименовывается в ЦМКБ «Алмаз», и ему передаётся ЦКБ-19 с Ленинградским морским заводом.
В 1970 году на базе ЦМКБ было организовано производственно-техническое объединение «Алмаз».
С 1990 года, после реструктуризации объединения ЦМКБ «Алмаз» работает самостоятельно.
В 1998 году в состав ЦМКБ вошло Западное проектно-конструкторское бюро.
В разные годы ЦМКБ руководили К. Г. Голубев, А. М. Лазарев, Ю. А. Ляпунов, Г. А. Мангаев, Н. П. Пегов, А. Г. Соколов, Е. И. Юхнин.
1 мая 2025 года коллектив конструкторского бюро «Алмаз» награждён Почётный знаком Российской Федерации «За успехи в труде» за достигнутые высокие показатели в производственной деятельности.

## Некоторые разработки
- ракетные катера «Комар», «Оса», «Молния»
- десантные корабли на воздушной подушке «Джейран» (1965), «Скат», «Кальмар», «Зубр», «Омар», «Косатка»
- ракетные корабли на воздушной подушке «Бора», «Самум»
- малый ракетный корабль «Овод» (1966)
- ракетные корабли на воздушной подушке скегового типа «Сивуч»
- самые крупные в мире тральщики в монолитном стеклопластиковом корпусе «Александрит»
- патрульный корабль неограниченного района плавания «Океан»
- корабли морской пограничной охраны «Тарантул», «Гриф», «Светляк», «Мираж», «Соболь»
- спасательное судно «Дельфин»
- океанографическое исследовательское судно проекта «Крюйс»